# Novaesion
Novaesion (altgriechisch Νουαίσιον; lateinisch Novaesium) ist ein Ortsname, der in der Geographia des Claudius Ptolemaios als einer der im Westen und im Innern der Germania magna südlicher liegenden Orte (πόλεις) mit 31° 00′ Länge (nach Handschrift U) bzw. 31° 30ˈ Länge (nach Handschrift X) und 51° 10′ Breite angegeben wird. Novaesion liegt damit nach Ptolemaios zwischen Artaunon und Melokabos. Wegen des Alters der Quelle kann eine Existenz des Ortes um 150 nach Christus angenommen werden.

## Lokalisation
Bislang konnte der Ort nicht sicher lokalisiert werden. Ein interdisziplinäres Forscherteam um Andreas Kleineberg, das die Angaben von Ptolemäus neu untersuchte, verortet Novaesion nach den transformierten antiken Koordinaten beim heutigen Melsungen an der Fulda im Schwalm-Eder-Kreis in Hessen. Bereits Conrad Mannert lokalisierte Novaesion an der Fulda.
Zudem überlegt die Forschungsgruppe um Kleineberg, ob die zweite Lesart Nαυαίσιον (nach der Handschrift X) die ursprünglichere Form darstellt und mit dem im Schwalm-Eder-Kreis mehrfach auftretenden Ortsnamen Nausis in Zusammenhang steht. Sie verortet Novaesion damit potentiell auch beim Spangenberger Ortsteil Nausis in Hessen, die transformierten antiken Koordinaten lassen auch diese Deutung zu.

## Linksrheinisches Legionslager Neuss
Gegen eine Gleichsetzung von Novaesion mit dem linksrheinischen römischen Legionslager Novaesium von Neuss bei Düsseldorf sprechen die ptolemäischen Koordinaten. Oft geht die altgeschichtliche Forschung davon aus, dass es irrtümlich von Ptolemaios in die rechtsrheinische Germania magna eingetragen wurde. Als mögliche Ursache der ptolemaiischen Fehlübertragung – so Corinna Scheungraber und Friedrich E. Grünzweig – kommt wohl eine strittige Formulierung bei Tacitus in Frage.